# Elisabetta Preziosa
Elisabetta Preziosa (Tradate, 21 settembre 1993) è un'allenatrice di ginnastica ed ex ginnasta italiana, vincitrice della medaglia di bronzo alla trave agli Europei del 2011 e membro della squadra che ha partecipato alle Olimpiadi di Londra 2012.
Ha partecipato a tre campionati mondiali, conquistando la finale alla trave ai Mondiali del 2009; è stata campionessa italiana assoluta nel 2010, ha conquistato quattro titoli italiani alla trave e sei medaglie ai Giochi del Mediterraneo del 2009.
Ha partecipato al reality Ginnaste - Vite parallele.
Dal 25 luglio 2012 è caporale dell'Esercito italiano, membro della squadra femminile del Centro Sportivo Olimpico dell’Esercito.

## Carriera

### Carriera junior

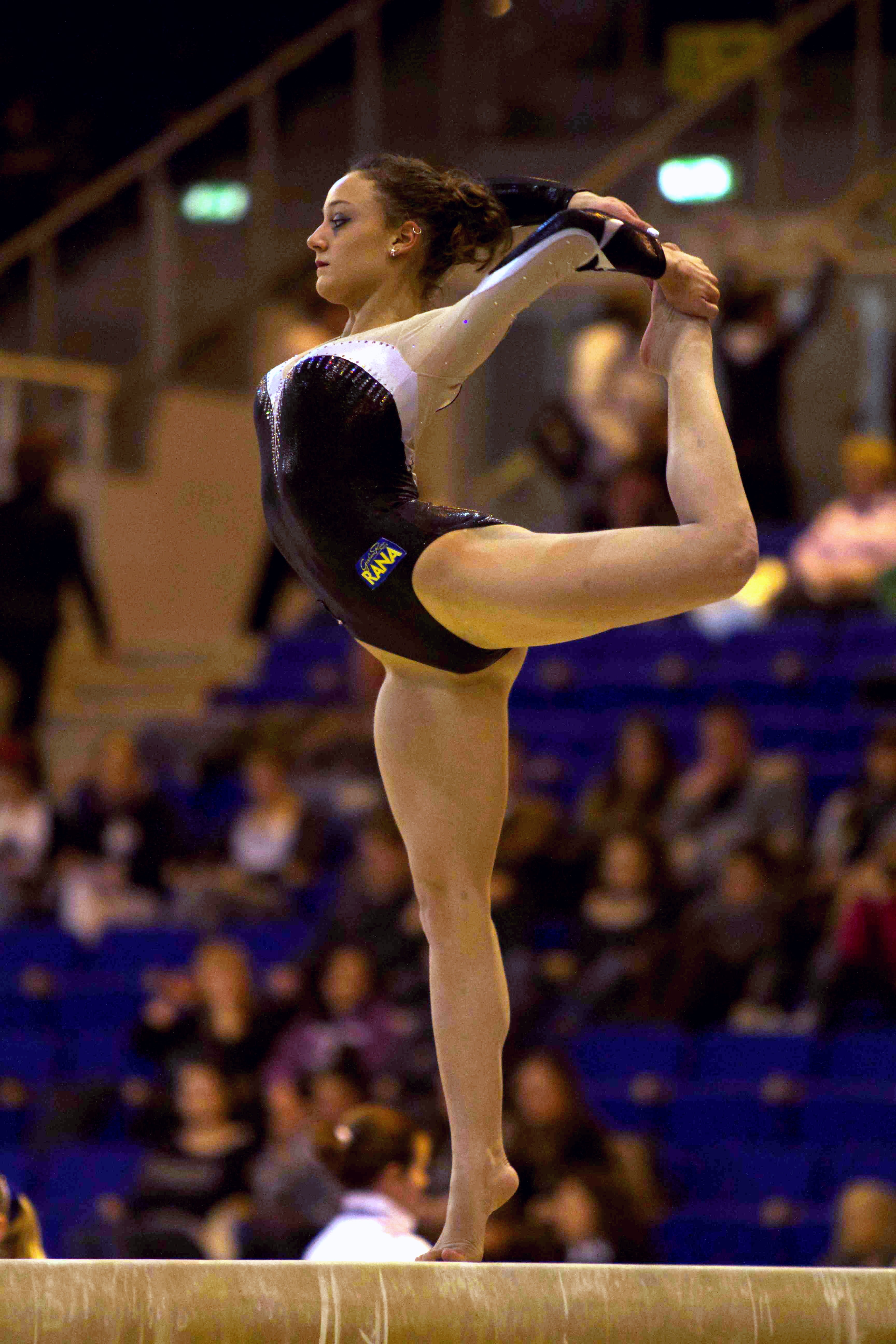
Elisabetta Preziosa esegue l'elemento alla trave da lei ideato, durante la finale di specialità del Trofeo Città di Jesolo 2013

Elisabetta ha cominciato a praticare ginnastica artistica nel 1999 nella società di Bollate.
Nel 2006 partecipa ai Campionati assoluti di Meda dove vince la medaglia di bronzo alla trave, dietro solo a Lorena Coza (15,075 punti) e alla campionessa mondiale Vanessa Ferrari. È la sua prima medaglia vinta ai Campionati nazionali.

#### 2007: Festival olimpico della gioventù europea
Insieme a Georgia Bonanni, Erika Erbacci, Paola Galante, Andrea La Spada e Serena Licchetta fa parte della squadra nazionale juniores che, il 5 aprile 2007, partecipa all'incontro internazionale di ginnastica artistica femminile tra Italia e Germania. Con un totale di squadra di 224.200 punti le ginnaste italiane battono le tedesche che ottengono solamente 204.850 punti. Nel concorso generale (virtuale), con 55.550 punti, arriva terza dietro alla Galante e alla Licchetta.
Al Festival olimpico della gioventù europea, con 109.000 punti, la squadra italiana arriva quinta al concorso a squadre. Quello di Elisabetta è il parziale più alto tra le italiane. Alla trave ottiene 14.650 punti, punteggio che le permette di gareggiare alla finale ad attrezzo. Arriva undicesima al concorso generale individuale e vince la medaglia d'argento alla trave con 14.875 punti, dietro all'ucraina Valentyna Holenkova che vince altri due ori.
A novembre partecipa ai Memorial Blume di Vilanova i la Geltrú, vicino a Barcellona. In ottime condizioni fisiche, gareggia al corpo libero e alla trave, suo cavallo di battaglia. Al corpo libero raggiunge la sesta posizione con 13.640 punti, alla trave vince l'argento con un 15.000 pieno.

#### 2008: Campionati Assoluti di Arezzo
Insieme a Paola Galante, Serena Licchetta, Andrea La Spada, Eleonora Rando e Valentina Scapin entra a far parte della squadra juniores che compete al Trofeo Città di Jesolo. Le azzurre sfidano le statunitensi, le spagnole e le rumene. Con 172.100 punti, l'Italia vince la medaglia d'argento dietro solo agli Stati Uniti (181.050 punti). Al concorso generale individuale vinto dall'americana Jordyn Wieber (60.900), Elisabetta si classifica al sesto posto con 57.000 punti.
Dal 3 al 6 aprile, compete ai Campionati Europei juniores di Clermont-Ferrand. Alle parallele asimmetriche, con 13.625 punti, ottiene il punteggio che verrà poi scartato essendo più basso della squadra. Alla trave cade due volte e ottiene 13.700 punti, al corpo libero 13.625 punti e al volteggio 13.775 punti. Si conclude senza medaglie l'esperienza europea.
Nella finale della Serie A, con la GAL Lissone, arriva al secondo posto nel concorso a squadre dietro alla Brixia Brescia (società in cui gareggia la campionessa mondiale Vanessa Ferrari). Individualmente, con 15.325 punti, vince la medaglia d'oro alla trave e arriva quarta al corpo libero (13.950 punti).

### Carriera senior

#### 2009: Giochi del Mediterraneo
Per il Trofeo Città di Jesolo che si svolge per il secondo anno consecutivo, Elisabetta viene convocata insieme a Paola Galante, Vanessa Ferrari, Emily Armi, Serena Licchetta, Lia Parolari ed Eleonora Rando. La competizione si svolge dal 30 marzo al 5 aprile, le italiane gareggiano contro Brasile, Cina, Romania e la Gran Bretagna di Elizabeth Tweddle. La nazionale italiana si aggiudica il concorso a squadre del Trofeo con 161.950 punti, davanti al Brasile (159.000 punti) e alla Gran Bretagna (156.350 punti). Individualmente, Elisabetta conclude la competizione al decimo posto con 51.600 punti.
Ai Campionati Assoluti vinti da Vanessa Ferrari, Elisabetta Preziosa vince il titolo nazionale alla trave con 14.425 punti. Lei stessa dichiara: «Mi sono allenata tanto per questo risultato. Sono contenta soprattutto perché ora qualcuno la finirà di dire che lo scorso anno vinsi il titolo alla trave perché mancava la Ferrari. […] È una bella soddisfazione, soprattutto per il valore della mia avversaria».
Insieme a Paolo Principi viene convocata per prender parte al Romanian Internationals Gymnastics Tournament, in Romania. Alla trave con 14.900 punti si classifica al terzo posto.
Il 23 giugno 2009 viene convocata per prender parte ai XVI Giochi del Mediterraneo di Pescara. L'Italia vince l'argento nel concorso a squadre, con un decimo in meno rispetto alla Francia che vince l'oro. I Giochi si concludono con quattro medaglie per la Preziosa: con 14.175 punti vince l'oro al corpo libero, con 14.450 punti il bronzo alla trave e, infine, vince la medaglia d'argento nel concorso generale.
Con 14.200 punti arriva al quinto posto alla finale alla trave ai Campionati Mondiali.
L'anno si conclude con il Grand Prix - Freddy Cup. Con 14.800 punti è la migliore a competere alla trave, confermando il successo avuto ai Giochi del Mediterraneo.

#### 2010: Campionessa italiana agli Assoluti
A livello internazionale, il 2010 inizia per la Preziosa con la terza edizione del Trofeo Città di Jesolo, un incontro tra Stati Uniti, Giappone, Gran Bretagna e Russia. Qui, insieme alle compagne di squadra Vanessa Ferrari, Emily Armi, Paola Galante, Federica Macrì, Jessica Mattoni ed Eleonora Rando, arriva terza nella classifica a squadre con 220.300 punti, dietro solo ai due colossi della ginnastica Stati Uniti (228.450) e Russia (225.900). Individualmente, parallele a parte, esegue dei buoni esercizi che la fanno posizionare all'ottavo posto nella classifica individuale, seconda tra le italiane.
Nella finale del Campionato di Serie A1, la GAL Lissone arriva seconda.
Dal 28 aprile al 2 maggio prende parte alla 28ª edizione dei Campionati Europei. Insieme all'Italia, Elisabetta si qualifica quinta nel concorso a squadre; individualmente, con 14.250 punti, si qualifica al quarto posto nella finale alla trave. Nelle finali, l'Italia conclude al 5º posto il suo Europeo a squadre, con il punteggio complessivo di 161.675, un decimo e mezzo in più rispetto alle qualifiche. Durante la finale alla trave, invece, Elisabetta cade eseguendo la ruota senza mani, sporcando un esercizio che le avrebbe valso l'argento.
Ai Campionati Nazionali Assoluti, la Preziosa conquista per la prima volta il titolo italiano con il punteggio di 55.100, davanti alla campionessa Vanessa Ferrari (54.900) e alla compagna Carlotta Ferlito (53.500). Nelle finali ad attrezzo vince la medaglia d'oro alla trave, staccando di più di un punto la seconda classificata.
Ai Campionati Mondiali di Rotterdam vinti da Aliya Mustafina e la Russia, la squadra Italiana si classifica all'ottavo posto, mentre Elisabetta arriva al ventiquattresimo ed ultimo posto nel concorso generale a causa di qualche esitazione al corpo libero (13.100) e una brutta caduta alle parallele asimmetriche (11.700)

#### 2011: Campionati Europei a Berlino e Campionati Mondiali a Tokyo
Partecipa, nell'aprile del 2011, ai Campionati Europei di Berlino dove si qualifica per la finale alla trave. Non si qualifica al concorso generale individuale a causa di una caduta dalle parallele asimmetriche. Il 10 aprile conquista la medaglia di bronzo nella finale dell'attrezzo con 14.375 punti. È preceduta soltanto dalla russa Anna Dement'eva e dalla compagna di squadra alla GAL Lissone Carlotta Ferlito che conquista l'argento con 14.500 punti.
Nel luglio del 2011, presso la sede del Centro Sportivo Esercito di Roma, per la sezione di ginnastica artistica, Elisabetta entra a far parte dell'esercito italiano.
Nell'ottobre 2011 compete ai Mondiali di Tokyo dove, insieme alla squadra nazionale, raggiunge il nono posto al concorso generale a squadre. Non riescono però a qualificarsi in maniera diretta alle Olimpiadi di Londra 2012.
Il 10 dicembre 2011 partecipa al Grand Prix “Rana Gioiaverde Cup” a Catania dove è presente la campionessa mondiale Viktorija Komova. Il 17 dicembre dello stesso anno compete a Mortara dove si disputa la gara pre- Test Event di Londra 2012. Questa competizione serve alla Direzione Tecnica per valutare lo stato di forma e il livello di preparazione delle ginnaste e dei ginnasti nazionali. Parallele a parte, la Preziosa svolge buone performance e con 54.850 punti arriva quinta in graduatoria.

#### 2012: Le Olimpiadi di Londra

Elisabetta Preziosa alla trave nei Giochi di Londra 2012

L'11 gennaio 2012 partecipa ai Test Event di Londra, ultima prova di qualificazione per le Olimpiadi del 2012. Con un decimo di penalità, al corpo libero ottiene 13.466 punti, e 13.900 punti al volteggio. Alla trave, sua specialità, chiude con 14.100 punti; non riesce comunque a qualificarsi nella specialità per quest'attrezzo. Non si qualifica neanche al concorso generale individuale, non gareggiando alle parallele asimmetriche. "Dopo la parallela di Vanessa, il nostro ultimo attrezzo, mi veniva da piangere. Raggiungere un traguardo di gruppo è un'emozione unica, più forte anche del mio bronzo a Berlino". Così commenta Elisabetta la qualificazione della nazionale italiana ai Giochi Olimpici, arrivata prima al concorso a squadre davanti a Canada e Francia.

Il 21 aprile prende parte alla finale del Campionato di Serie A1, vincendo lo Scudetto con la GAL Lissone. Individualmente, dopo un periodo di scarico durato diversi mesi, gareggia solo in due attrezzi con delle buone performance: 14.400 punti alla trave e 13.500 punti al corpo libero.

Il 16 giugno, dopo aver finito il periodo di convalescenza in seguito ad un intervento agli occhi, partecipa ai Campionati Assoluti a Catania. Gareggiando in tutti e quattro gli attrezzi, con 51,600 punti, arriva ottava nella classifica individuale. Inoltre, si qualifica per la finale al corpo libero (13,200 punti). Il 17 giugno, durante le finali di specialità, vince la medaglia di bronzo al corpo libero con 13,300 punti. Di sua invenzione è il "Movimento Preziosa"
Il 18 luglio 2012, insieme alle connazionali Vanessa Ferrari, Erika Fasana, Giorgia Campana e Carlotta Ferlito entra a far parte della squadra olimpica che parteciperà ai Giochi della XXX Olimpiade.

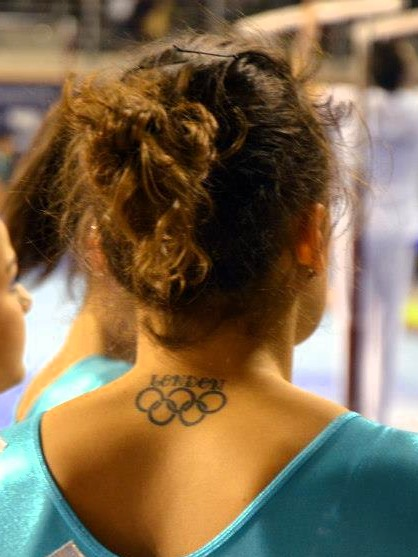
Il tatuaggio fatto da Elisabetta dopo le Olimpiadi di Londra 2012.

Il 29 luglio inizia la sua avventura olimpica. Nella giornata preliminare gareggia su tre attrezzi e si qualifica settima con la nazionale italiana Alla trave esegue un buon esercizio ma cade e tocca con le mani il tappetino, ed è impossibilitata a partecipare alla finale di specialità.

#### 2013: Campionessa italiana alla trave
Arriva prima, rappresentando la GAL Lissone, nella prima, terza e quarta tappa del Campionato di Serie A1, riuscendo a vincere il dodicesimo scudetto. Individualmente, durante la gara di Ancona, ottiene il punteggio più alto a trave (14.550) e corpo libero (13.900).
A marzo viene selezionata per partecipare al Trofeo Città di Jesolo. Arriva seconda con la squadra italiana e decima nel concorso generale individuale (54.800). Durante le finali di specialità, riesce a vincere il bronzo a trave con 14.200 punti, dietro alle due americane Simone Biles (15.100) e Kyla Ross (15.000).
Ai Campionati assoluti 2013 si riconferma, dopo 3 anni, campionessa italiana alla trave (14.250), con 1 punto di distacco da Arianna Rocca (13.250), e conquista anche la medaglia d'argento al corpo libero (13.800).
Insieme a Vanessa Ferrari, Giulia Leni, Giorgia Campana e Chiara Gandolfi viene scelta per partecipare ai XVII Giochi del Mediterraneo a Mersin dal 21 al 24 giugno.. Vince l'oro a squadre. A causa di una caduta non si qualifica nella finale di specialità a trave ma si qualifica per quella al corpo libero. Il 24 giugno compete nella finale di specialità a corpo libero conquistando il bronzo.

#### 2014: il ritiro
Insieme ad Alessia Praz, Elisa Meneghini, Francesca De Lazzari e alla greca Argyro Afrati partecipa alla Serie A1 GAF 2014 con la squadra della GAL Lissone.
Accompagnata da un dolore a un ginocchio che la limita nelle esecuzioni, a causa di un danno alla cartilagine articolare, partecipa a tutte e tre le tappe previste (Firenze, Torino e Desio), contribuendo a conquistare il terzo posto della classifica, alle spalle della vincente Brixia Brescia e della Olos Gym 2000.
A giugno si diffonde la notizia del ritiro dall'attività sportiva, che viene inizialmente smentita; con l'intervento chirurgico al ginocchio, nel luglio 2014, giunge la decisione di smettere e dedicarsi all'attività di allenatrice. Il 6 gennaio 2015, in occasione di una gara organizzata dalla sua società, la GAL Lissone, annuncia ufficialmente questa scelta di ritirarsi per diventare allenatrice a tempo pieno.

## Il «Preziosa»
Il «Preziosa» è un elemento alla trave ideato ed eseguito per la prima volta dalla Preziosa, riconosciuto dalla F.G.I. e inserito nel codice dei punteggi con un valore "D". 
Consiste in un giro di 360° con gamba impugnata dietro la schiena con entrambe le mani.

## Televisione
Elisabetta ha partecipato al programma televisivo Ginnaste - Vite parallele, trasmesso da MTV Italia, una sorta di docu-reality che racconta la vita sportiva ed emotiva di sette adolescenti ginnaste (tra i 14 e i 20 anni) che vivono, studiano e si allenano nel Centro Tecnico Federale di ginnastica artistica di Milano, per prepararsi ai Mondiali di Tokyo 2011 e alle Olimpiadi di Londra 2012.